# Province d'Ise
Ise (伊勢国) ou Seishu est une ancienne province japonaise, comprenant une grande partie de la préfecture de Mie actuelle qui, au XVIe siècle, avait un important château à Anotsu.